# Damien Harris
Damien Harris (Richmond, 11 febbraio 1997) è un ex giocatore di football americano statunitense che ha milita nel ruolo di running back nella National Football League (NFL).

## Carriera

### New England Patriots
Harris fu scelto nel corso del terzo giro (87º assoluto) del Draft NFL 2019 dai New England Patriots. Debuttò come professionista subentrando nella gara del terzo turno contro i New York Jets non tentando alcuna corsa. La sua prima stagione si chiuse con 12 yard corse in 4 presenze, nessuna delle quali come titolare. Nel 2021 si classificò secondo nella NFL con 15 touchdown su corsa.

### Buffalo Bills
Il 21 marzo 2023 Harris firmò un contratto annuale del valore di 1,7 milioni di dollari con i Buffalo Bills. 
Durante la gara del sesto turno contro i New York Giants si infortunò nell'unica sua corsa della partita, dopo uno scontro con il linebacker avversario Bobby Okereke: fu portato fuori dal campo in ambulanza e gli fu poi diagnosticata una distorsione al collo. Il 20 ottobre 2023 fu quindi inserito in lista riserve/infortunati, concludendo di fatto la sua stagione.

### Ritiro
Il 25 marzo 2024 Harris annunciò il suo ritiro dal football professionistico dopo cinque stagioni in NFL.